# Jacksonville (Illinois)
Jacksonville is een plaats (city) in de Amerikaanse staat Illinois, en valt bestuurlijk gezien onder Morgan County.

## Demografie
Bij de volkstelling in 2000 werd het aantal inwoners vastgesteld op 18.940. In 2006 is het aantal inwoners door het United States Census Bureau geschat op 19.448, een stijging van 508 (2,7%).

## Geografie
Volgens het United States Census Bureau beslaat de plaats een oppervlakte van 26,7 km², waarvan 26,2 km² land en 0,5 km² water. Jacksonville ligt op ongeveer 186 m boven zeeniveau.

## Plaatsen in de nabije omgeving
De onderstaande figuur toont nabijgelegen plaatsen in een straal van 16 km rond Jacksonville.